# Могильное (Челябинская область)
Могильное — деревня в Октябрьском районе Челябинской области России. Входит в состав Лысковского сельского поселения.

## География
Расположена в северной части района, на берегу озера Могильное (отсюда назв.).  Расстояние до Октябрьское — 27 км. 

## История
Деревня основана государственными крестьянами (как выселок Могильный) в середине 19 века в черте Кочердыкской волости. В 1929 организован колхоз имени 9 Января..

## Население
| 2002 | 2010 |
| ---- | ---- |
| 140  | ↘57  |

(в 1889 — 552, в 1900 — 600, в 1916 — 683, в 1926 — 855, в 1959 — 438, в 1983 — 235, в 1995 — 176)

## Улицы
- Могильская улица